# Supermodel (Foster the People)
Supermodel è il secondo album in studio del gruppo musicale statunitense Foster the People, pubblicato il 14 marzo 2014 dalla Columbia Records.

## Tracce
1. Are You What You Want To Be – 4:30
2. Ask Yourself – 4:23
3. Coming of Age – 4:39
4. Nevermind – 5:18
5. Pseudologia fantastica – 5:31
6. The Angelic Welcome of Mr. Jones – 0:33
7. Best Friend – 4:27
8. A Beginner's Guide to Destroying the Moon – 4:39
9. Goats in Trees – 5:10
10. The Truth – 4:29
11. Fire Escape – 4:21
12. Tabloid Super Junkie – 6:00 – Traccia contenuta nella versione pre-ordinata